# Briahan
Briahan est un hameau du village de Sensenruth, section de la ville belge de Bouillon située en Région wallonne dans la province de Luxembourg.

## Géographie
Le hameau est directement au sud-est du village de Sensenruth, attenant à ce dernier. 49° 49′ 19″ N, 5° 04′ 45″ E

## Histoire
Briahan apparait déjà dans le dénombrement de 1482 comme dépendance de Sensenruth.
Lorsque l'ancien duché de Bouillon fut réuni à la France, Briahan (nommé dans le texte Briahant) est affecté au canton de Bouillon, avec le statut de commune, par le décret du 4 brumaire an IV modifié par le Conseil des Cinq-Cents, le 26 fructidor an IV.
Cette commune fut affectée au Royaume des Pays-Bas par le Traité de Paris (1815).
En 1840, le hameau de Briahan compte 60 habitants.